# 守山映画劇場
守山映画劇場（もりやまえいがげきじょう）は、かつて存在した日本の映画館である。1929年（昭和4年）、滋賀県野洲郡守山町（現在の同県守山市）に大黒座（だいこくざ）として開館した。第二次世界大戦後、1953年（昭和28年）12月、角正太郎が買収して守山映画劇場に改称した。1973年（昭和48年）、閉館した。略称は守山映劇（もりやまえいげき）。大黒座の時代にのちの内閣総理大臣・宇野宗佑が、少年・青年期に関わったことで知られる。

## 沿革
- 1929年 - 大黒座として開館[1][12][13]
- 1953年12月 - 守山映画劇場に改称[5][6]
- 1973年 - 閉館[10][11]

## データ
- 所在地 : 滋賀県野洲郡守山町大字吉身[1][3][4][5][6][7][9]
  - 現在の滋賀県守山市吉身[10]2丁目1番72号近辺、現在は商店等[12][13][14]

北緯35度3分22秒 東経135度59分40秒 / 北緯35.05611度 東経135.99444度
- 経営 : 
  1. 松下治三郎 （1929年[1] - 1940年代[3]）
  2. 松下貞治 （1940年代 - 1953年[5][12][13]）
  3. 角正太郎 （1953年[6] - 1955年[7]）
  4. 角沙門 （1955年[7] - 1958年）
  5. 角ます （1960年 - 1962年）
  6. 角沙門 （1963年 - 1973年[9][10]）
- 支配人 : 
  1. 松下治三郎 （1929年[1] - 1940年代[3]）
  2. 松下貞治 （1940年代 - 1953年[5][12][13]）
  3. 芝宇太郎 （柴歌郎とも、1953年[6] - 1956年[7]）
  4. 角沙門 （1958年 - 1960年）
  5. 角南州 （1960年 - 1964年）
  6. 角沙門 （1967年[9] - 1973年[10]）
- 構造 : 木造二階建 [6][7][9][10]
- 観客定員数 : 500名（1929年[12][13]） ⇒ 560名（1942年[3]） ⇒ 540名（1951年[5]） ⇒ 300名（1955年[6]） ⇒ 850名（1956年[7]） ⇒ 460名（1961年） ⇒ 400名（1967年[9]）

## 概要

### 大黒座の時代
1929年（昭和4年）、滋賀県野洲郡守山町大字吉身の中山道（現在の滋賀県道151号守山中主線）沿い（現在の同県守山市吉身2丁目1番72号近辺）に大黒座として、櫻井屋・松下治三郎が開館した。同地は、中山道守山宿本宿とは伊勢戸川（三戸津川・水戸津川とも）を隔てて東側に隣接して位置し、川の西側の守山宿本宿には、のちに第75代内閣総理大臣（1989年）になった宇野宗佑（1922年 - 1998年）の実家である清酒「栄爵」蔵元、宇野本家があった。宇野の回想によれば、開館当時の同館は、観客定員数が500名程度、二階席は畳であり、興行番線的には四番館であり、翌1930年（昭和5年）に発行された『日本映画事業総覧 昭和五年版』によれば、同館の興行系統はマキノ・プロダクション系であった。当時尋常小学校1年生であった宇野は、周辺住民とともに同館の開館を心待ちにし、開館初日にも祖父とともに二階席で観覧したが、開館日や同館のこけら落とし作品については「四ツ竹を鳴らしながら旅をする」『伊豆の踊子』のような作品である、という記憶のみであり、正確な作品名は不明である。

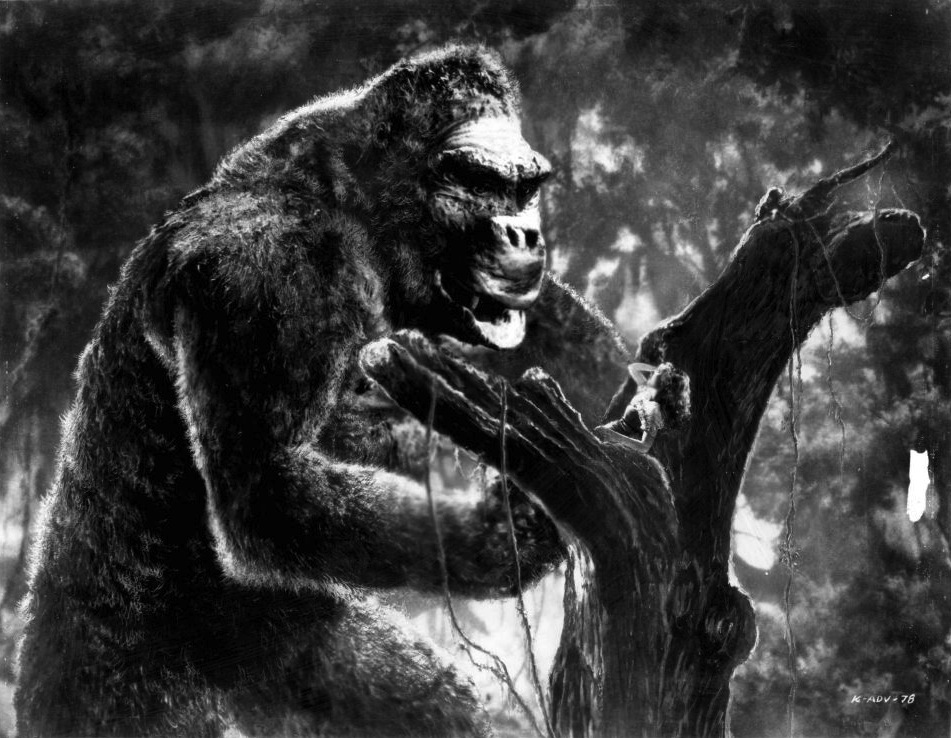
1933年（昭和8年）公開のRKO作品『キング・コング』の一場面。右側の木の枝の間にいるのが主演のフェイ・レイ。

同館の興行系統であったマキノ・プロダクションは、同年12月から争議が始まり、翌1931年（昭和6年）には俳優の退社が相次ぎ生産体制が整わなくなり、同年10月には崩壊している。宇野の回想によれば、当時の同館はサイレント映画の時代であり、上羽孝次という人気弁士がおり、大河内傳次郎主演の『新版大岡政談』（監督伊藤大輔、配給日活、1928年5月31日公開）、阪東妻三郎主演の『牢獄の花嫁』（監督沖博文、配給新興キネマ、1931年12月1日公開）、片岡千恵蔵主演の『瞼の母』（監督稲垣浩、配給日活、1931年3月13日公開）を上映したという。その後、トーキーの時代になり、アメリカ映画『キング・コング』（監督メリアン・C・クーパー/アーネスト・B・シューザック、配給千鳥興業、1933年9月14日公開）も同館で上映している。日活京都撮影所からスター俳優の澤田清や梅村蓉子が同劇場に招聘され、舞台挨拶をすることもあったという。
1942年（昭和17年）、第二次世界大戦による戦時統制が敷かれ、すべての映画が同年2月1日に設立された社団法人映画配給社の配給になり、すべての映画館が紅系・白系の2系統に組み入れられるが、同年に発行された『映画年鑑 昭和十七年版』には、当時の同館の興行系統についての記載はない。当時の経営者はひきつづき松下治三郎、観客定員数は560名であった。
戦後は、松下貞治が経営を継承した。当時の同館の観客定員数は540名、興行系統は東宝九番館・大映十番館でありセントラル映画社が配給するアメリカ映画も上映した。1949年（昭和24年）前後には、大映東京撮影所が製作、大映が配給した『新愛染かつら』（監督久松静児、1948年12月6日公開）を上映している（右上写真）。シベリアに抑留され、その前年に引き上げてきた宇野の回想によれば、当時は物資が乏しく、すぐ停電になっていた。停電の折には町内の青年たちが舞台に上がり、NHKラジオ放送の人気番組『二十の扉』を真似た出し物を演じる等の工夫が行われていたという。1952年（昭和27年）には宇野が執筆した手記『ダモイ・トウキョウ』を原作に映画化した『私はシベリヤの捕虜だった』（監督志村敏夫・阿部豊、配給東宝、1952年4月3日公開）の試写が行われ、宇野は同館での舞台挨拶に立っている。

### 守山映画劇場の時代
1953年（昭和28年）12月、角正太郎（1899年 - 1987年）が買収し、守山映画劇場に改称して同館を改めて設立した。のちに宇野が「ついに治三はんの大黒座は人手にわたった」と書いたのは、このときのことである。角正太郎はただちに同館を次男の角沙門に任せており、同館の当時の支配人は柴歌郎（芝宇太郎）、観客定員数は300名に縮小、興行系統は混映とし、各社の作品を上映した。
角正太郎は、滋賀県栗太郡草津町（現在の草津市）で、1948年（昭和23年）8月に文榮座（のちの草津グリーン劇場）を入手して経営した人物であり、1951年（昭和26年）4月には三重県上野市（現在の同県伊賀市上野地区）に上野映画劇場を新設・開館したのについで、3館目の映画館事業である。角はこの後、1956年（昭和31年）には大正座を入手して草津映画劇場と改称、同年、草津第二映画劇場（のちの草津シネマハウス）を新設・開館、1958年（昭和33年）11月2日には、伊藤武郎の独立映画に協力して、東京に映画の製作会社として大東興業を設立、同社において『キクとイサム』（1959年）、『武器なき斗い』（1960年）の2作をしている。1960年代後半には、角沙門が同館の経営と支配人を兼ね、大映・日活・松竹の各社の作品を上映していた。
1970年（昭和45年）7月1日、野洲郡守山町が市制施行して守山市になった。日活は、1971年（昭和46年）11月20日に封切られた『団地妻 昼下りの情事』（監督西村昭五郎）および『色暦大奥秘話』（監督林功）を期に、成人映画に舵を切っており、大映は同年12月、不渡りを出して倒産、同年28日に上場廃止している。
1973年（昭和48年）に閉館、44年の歴史に幕を閉じた。同館は、守山に存在した最初で最後の映画館であった。閉館後は取り壊されて商店等になり、2013年（平成25年）10月段階の現況も同様である。

## 宇野宗佑と大黒座

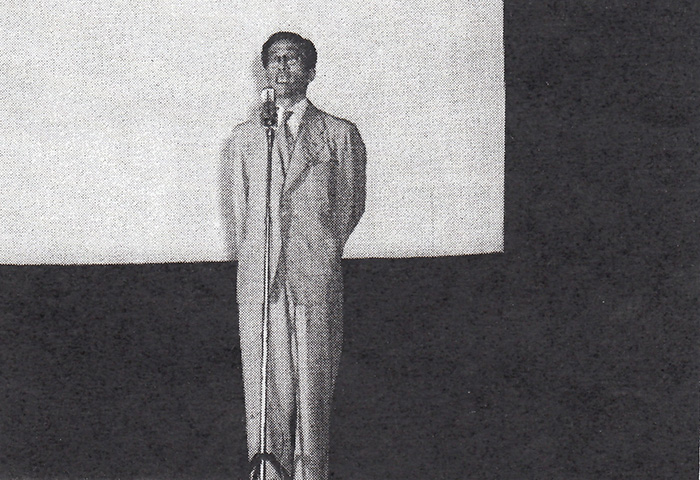
大黒座で舞台挨拶を行う宇野宗佑（1952年）。

宇野宗佑はその著書『中仙道守山宿』（1984年）で「貸火鉢」の一章を割き、大黒座について記述しており、宇野の人物像を描いた『宇野宗佑・全人像』（1988年）にも、同章から多く引用されている。同館を創業し経営した松下治三郎を「桜井屋の治三はん」と呼び、従来の守山町では東門院守山寺の境内や守山煉瓦（野洲郡物部村大字浮気、1918年10月開業）の敷地内での露天上映しかなかったところに、新たにつくられた映画館に親しみをもって接している。「桜井屋の敬治クン」こと松下敬治は松下治三郎の甥であり、宇野の幼友だちであり、敬治とともに同館の宣伝用チラシを撒いたりしている。宇野は、同館が開館した1929年4月、満6歳で吉身尋常小学校（現在の守山市立吉身小学校）に入学している。
宇野は1943年（昭和18年）2月1日、満20歳で学徒出陣により徴兵され、シベリア抑留を経て1947年（昭和22年）10月15日に故郷に引き上げてくる。宇野が『ダモイ・トウキヨウ』（葛城書房）を上梓したのは翌1948年11月（1949年とも）、田口修治のシュウ・タグチ・プロダクションが製作、東宝が配給した劇映画『私はシベリヤの捕虜だった』が公開されたのが1952年4月3日である。同作の原作が宇野の『ダモイ・トウキヨウ』であることから、同館で試写を行い、そのときに宇野は舞台挨拶を行ったという旨の記述が『中仙道守山宿』にあり、『宇野宗佑・全人像』には同館の壇上にいる宇野の写真が掲載されている（右写真）。同作を同館で上映するにあたり、宇野は経営者の松下治三郎らと打ち合わせをしていたところ、宇野の父の宇野長司（宇野超爾）が映画に写りこむ「天皇制打倒」のビラにものいいをつけたという。そのため、同館での上映では、該当部分をカットしたヴァージョンで上映されたのだという。